# Qieding (Kaohsiung)
Qieding (chinesisch 茄萣區, Pinyin Qiédìng Qū, Tongyong Pinyin Ciédìng Cyu, Pe̍h-ōe-jī Ka-tiāⁿ-khu), Cieding oder Jiading, ist ein Stadtbezirk von Kaohsiung in der Republik China (Taiwan).

## Beschreibung
Qieding liegt im Nordwesten des Stadtgebiets von Kaohsiung an der Küste zur Taiwanstraße. Die Grenze nach Norden zum Stadtgebiet von Tainan wird weitgehend vom Fluss Erren oder Erren Xi (二仁溪) gebildet. Die angrenzenden Stadtbezirke in Kaohsiung sind Hunei im Osten, Luzhu im Südosten und Yong’an im Süden. Im Norden grenzt Qieding an den Südbezirk von Tainan. Das Terrain ist flach und besteht überwiegend aus Schwemmland, das der Fluss Erren herangetragen hat. An der Küste finden sich Sanddünen.

## Zum Ortsnamen

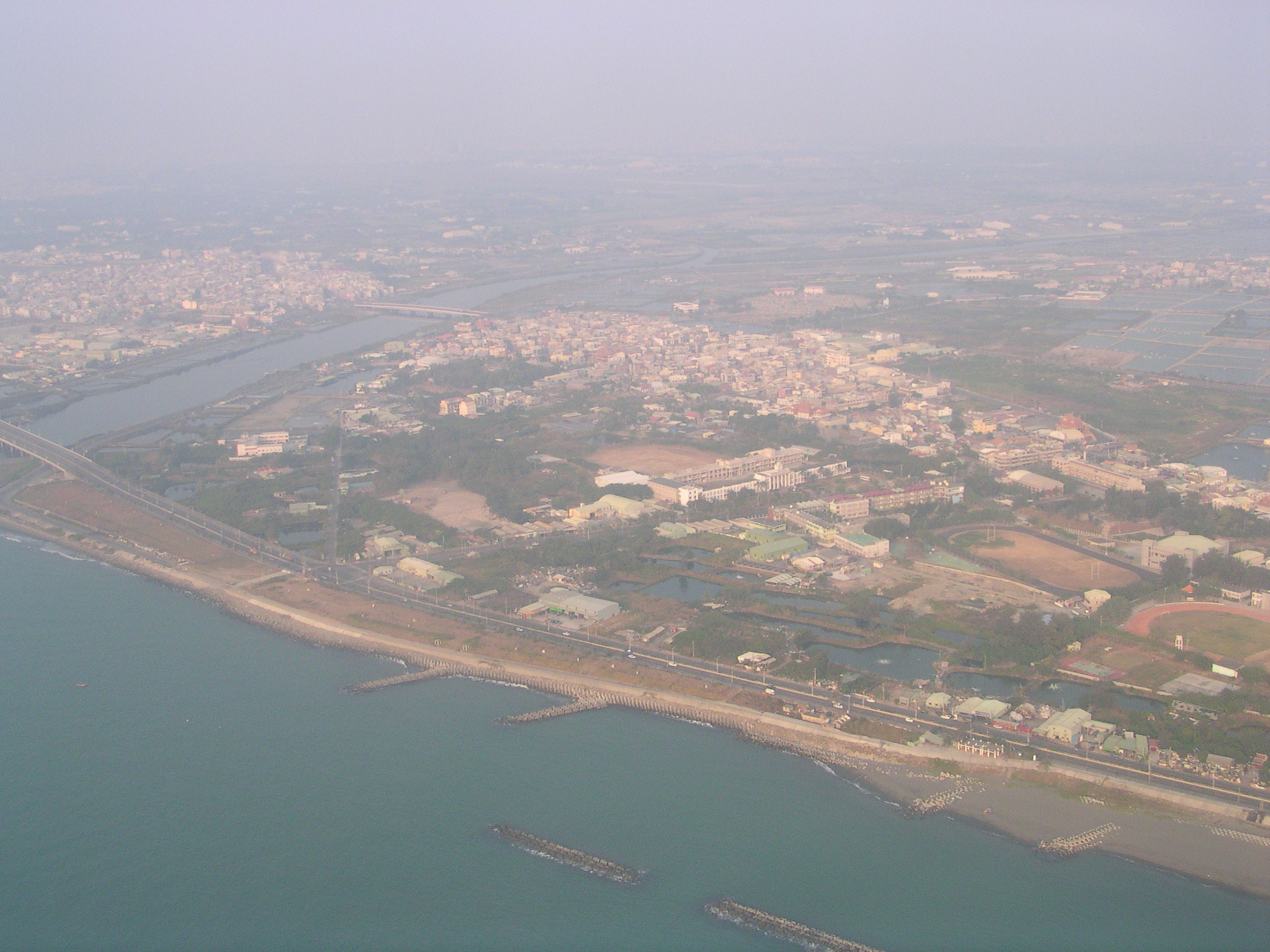
Luftbild von Qieding mit der Mündung des Erren Xi

Zur Herkunft des Ortsnamens gibt es verschiedene Vermutungen. Eine davon besagt, dass die Familie Xue (薛), eine Einwandererfamilie zur Herrschaftszeit Kangxis, die Örtlichkeit nach ihrem Herkunftsort im Landkreis Changtai in der Provinz Fujian, Jiacheng (茄埕) benannt haben soll. Daraus soll später Jiading geworden sein (das Schriftzeichen 萣 taucht im Kangxi-Wörterbuch noch nicht auf). Eine zweite Theorie vermutet einen Ursprung in der Sprache der örtlichen Pingpu-Ureinwohner. Aus dem Pingpu-Ortsnamen Catia soll sich der taiwanische Ortsname 茄苳萣仔, Pe̍h-ōe-jī Ka-tang-tiānn-á entwickelt haben. Eine dritte Theorie leitet den Namen von der vor Ort vorkommenden Mangrovenart Avicennia marina (海茄苳) ab.
Am 1. Januar 2009 führte die damalige Kuomintang-Regierung unter Präsident Ma Ying-jeou die Hanyu-Pinyin-Romanisierung als offizielle Umschrift für taiwanische Ortsnamen ein. Damit wurde die Schreibweise Qieding offiziell. Aus Opposition zur chinafreundlichen Politik von Präsident Ma behielten viele DPP-regierte Kommunen die 2002 von der damaligen DPP-Regierung eingeführte Tongyong-Pinyin-Umschrift bei. In dieser Umschrift lautet der Ortsname Cieding. Beide Umschriften sind in Gebrauch.

## Geschichte
Eine erste Beschreibung der Örtlichkeit findet sich in dem Reisebericht Dongfanji (東番記 – „Bericht über die östlichen Barbaren“) des konfuzianischen Gelehrten Chen Di aus dem Jahr 1603 zur Zeit der Ming-Dynastie. Chen beschrieb die Gegend als von Eingeborenen (taiwanisch-indigenen Völkern aus der Gruppe der Pingpu) besiedelt. Während der niederländischen Kolonialherrschaft (1624 bis 1662) wurde die Region 1636 kartiert und die hier befindliche, später verlandete Lagune erhielt den Namen Vissers baeij (Fischerbucht). Während der Qing-Herrschaft gehörte das Gebiet anfänglich zum Landkreis Taiwan (臺灣縣) und ab 1731 zum Landkreis Fengshan (鳳山縣). Während der Zeit der japanischen Herrschaft über Taiwan (1895–1945) war Qieding ab 1920 Teil der Nachbargemeinde Hunei. Nach Übernahme Taiwans durch die Republik China 1945 wurde im März 1950 der westliche Teil Huneis als neue Landgemeinde Qieding (茄萣鄉) im damaligen Landkreis Kaohsiung abgetrennt. Zum 25. Dezember 2010 wurde der Landkreis Kaohsiung aufgelöst und in die Stadt Kaohsiung eingegliedert. Qieding erhielt den Status eines Stadtbezirks (區,  Qū).

## Bevölkerung
Die große Mehrheit der Bevölkerung bilden Hoklo. Ende 2019 lebten 68 Angehörige indigener Völker in Qieding (Bevölkerungsanteil ca. 0,2 %).
| Gliederung Qiedings |
|                     |

## Verwaltungsgliederung
Nach 1950 war die damalige Landgemeinde Qieding zunächst in 15 Dörfer (村,  Cūn) untergliedert. Nach der Eingliederung in die Stadt Kaohsiung erhielten die Dörfer den Status von Stadtteilen (里,  Lǐ). Derzeit ist Qieding in 15 Stadtteile untergliedert.
1 Fude (福德里)

2 Wanfu (萬福里)

3 Baiyun (白雲里)

4 Jiasi (嘉賜里)

5 Jia’an (嘉安里)

6 Jiale (嘉樂里)

7 Jiatai (嘉泰里)

8 Hexie (和協里)

9 Jiafu (嘉福里)

10 Jiading (嘉定里)

11 Baoding (保定里)

12 Dading (大定里)

13 Guangding (光定里)

14 Jiding (吉定里)

15 Qilou (崎漏里)

## Wirtschaft

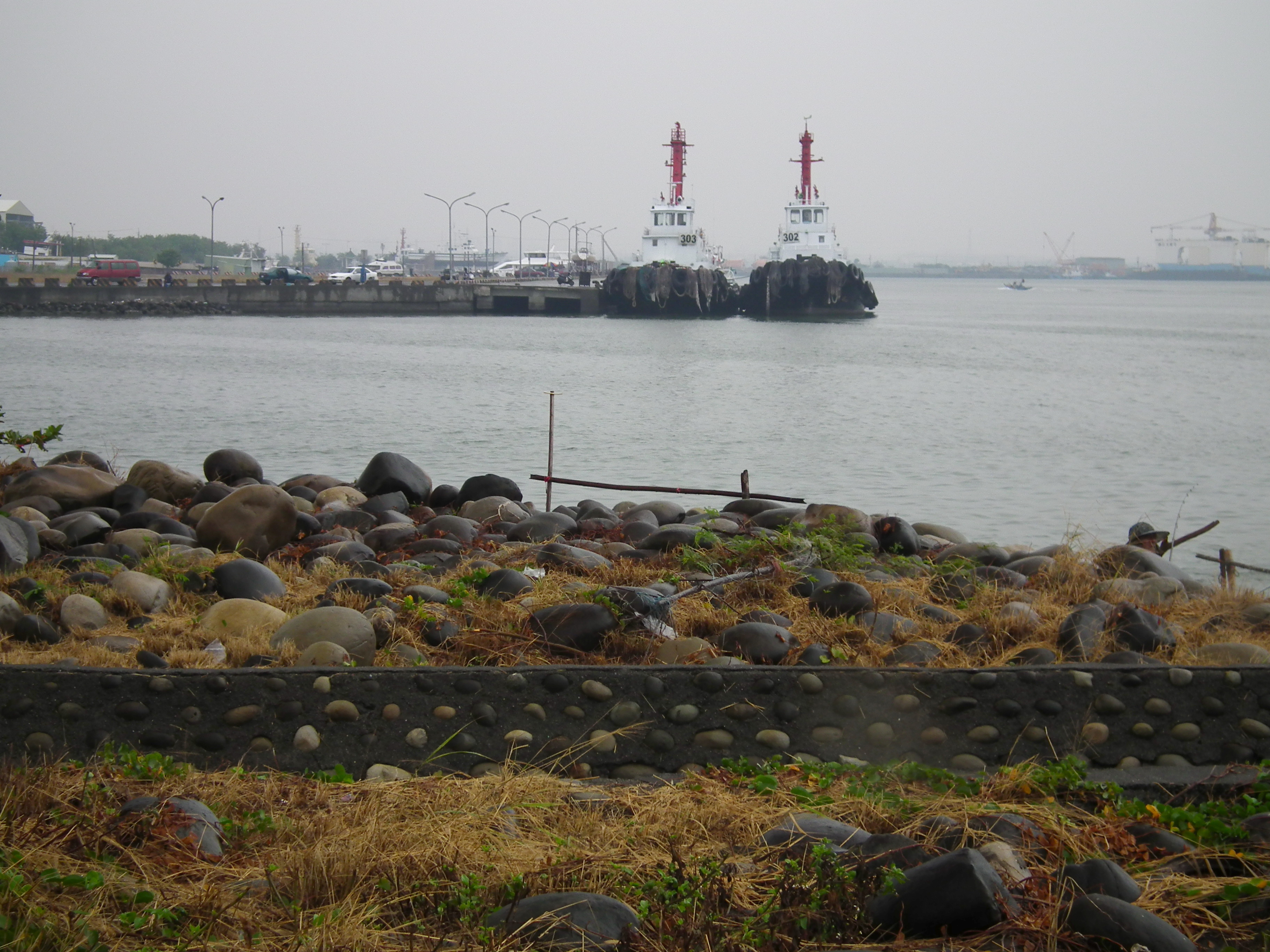
Hafen von Xingda

Der Hafen von Xingda im Ortsteil Qilou ist nicht nur ein wichtiger Hafen für die Fischereiwirtschaft, sondern der zugehörige Fischmarkt ist auch ein Anziehungspunkt für den Tourismus. Im Hafengebiet und zum Teil auf dem Gebiet des angrenzenden Yong’an liegt das Kraftwerk Hsinta (oder Xingda), ein kombiniertes Kohle- und Gasturbinen/Dampfkraftwerk. Das Kraftwerk ist eines der größten in Taiwan, steht aber auch wegen seiner hohen Treibhausgas-Emissionen in der Kritik. Eine Umrüstung auf reine Erdgasbefeuerung ist im Gang. Im Hafenbereich befindet sich eine Produktionsanlage für Zubehörteile von offshore-Windkraftanlagen.

## Verkehr
Wichtigste Verkehrsader ist die Provinzstraße 17, die von Norden kommend direkt an der Küste entlangläuft und vor Erreichen des Hafengebiets nach Osten in Richtung Hunei abbiegt. Der Hafen von Xingda ist ein bedeutender Umschlagshafen für Kohle und Flüssiggas sowie ein Fischereihafen.

## Besonderheiten

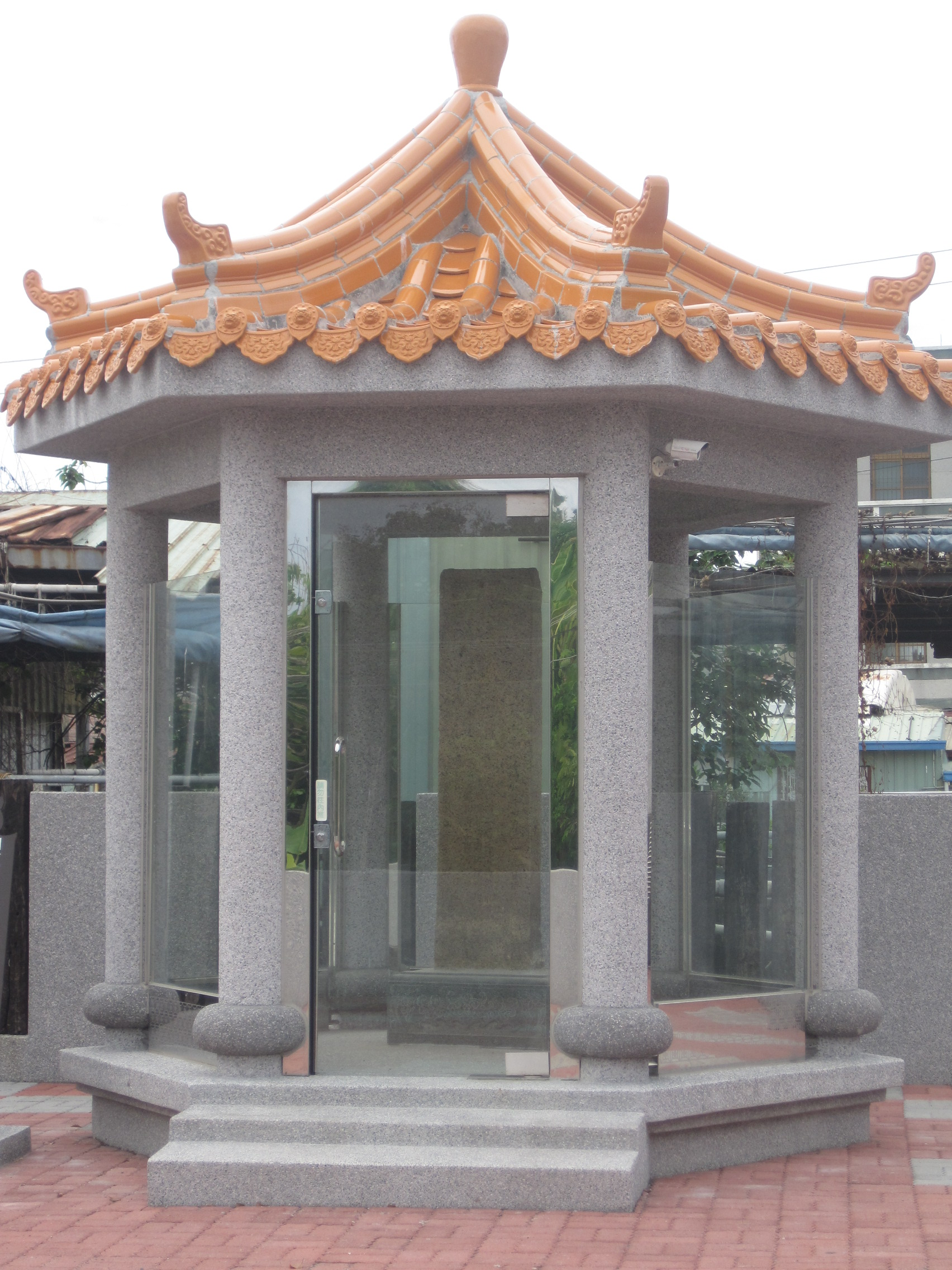
Alte Grenzstele aus dem Jahr 1763 (der überdachende Pavillon ist neueren Datums)

Nördlich des Hafens liegt das 171 ha große Qieding-Feuchtgebiet (茄萣濕地, ). Das Feuchtgebiet entstand aus einer früheren Salzpfanne, die zwischen 1943 und 1970 in Betrieb war. Der südliche Teil der Salzpfanne gehört heute zum Hafengebiet von Xingda. Nach der Konstruktion des Hafens ab 1987 wurde der nördliche Anteil nach und nach in ein Schutzgebiet umgewandelt. Das Gebiet ist das wichtigste Schutzgebiet für Wasservögel in Kaohsiung. Hier wurden über 140 Vogelarten dokumentiert, darunter Schneereiher, Schwarzstirnlöffler, Schwarzschnabelstorch, Froschsperber, Amurbussard, Fischadler, Besrasperber, Haubenschlangenadler, Wanderfalke, Orientbrachschwalbe, Zwergseeschwalbe, Seeregenpfeifer u. a. m.
An der Ortsteilgrenze zwischen Wanfu und Baiyun existiert eine Grenzstele aus der Zeit Kaiser Qianlongs, die die alte Grenze zwischen den ehemaligen Kreisen Tainan und Fengshan markiert (臺灣鳳山二縣定界碑 – „Taiwan-Fengshan-Landkreis-Grenzdenkmal“, ). Die Stele ist von einem kleinen Pavillonbau überdacht. In Qieding gibt es mehrere, als sehenswert geltende Tempel. Der daoistische Wanfu-Tempel (萬福宮, ) im gleichnamigen Ortsteil geht auf das Jahr 1795 zurück. In ihm wird Wufu Qiansui (五府千歲 – „die fünf Prinzen“) verehrt. Der Cifu-Tempel (賜福宮, ) im Ortsteil Jiatai wurde im Jahr 1758 begründet und ist ein Tempel der Meeresgöttin Mazu. Ebenfalls ein Mazu-Tempel ist der Jinluan-Tempel (金鑾宮, ) aus dem Jahr 1777 im Ortsteil Jiading. Der Zhengshun-Tempel (正順廟, ) in Jiding wurde 1878 begründet. In ihm wird Xie Xuan, eine politische Persönlichkeit der östlichen Jin-Dynastie verehrt.